# 托马斯·R·马歇尔
托马斯·赖利·马歇尔（英語：Thomas Riley Marshall，1854年3月14日—1925年6月1日）是一名美国民主党政治家，曾于1913至1921年伍德罗·威尔逊执政期间担任第28任美国副总统。马歇尔曾是印第安纳州名律师，通过在州内各地为其他候选人发表竞选演说并组织党派集会而在政坛崭露头角，之后还因此当选第27任印第安纳州州长。担任州长期间，他提出渐进性质但也充满争议的州宪法，推动其它进步主义改革。共和党少数派则利用州法院阻止宪法修订。
马歇尔担任州长期间积累的声望和印第安纳州当时作为总统大选关键摇摆州的特殊地位共同影响，确保他于1912年成为威尔逊的竞选搭档，两人也在随后的普选中取胜。但是，两人的意识形态在第一个任期里就出现显著分歧，威尔逊因此严格限制马歇尔对行政部门的影响，还下令把副总统的办公室搬离白宫。美国加入第一次世界大战后，马歇尔应总统要求在全美各地发表鼓舞士气的演说。战争即将结束时，威尔逊前往欧洲签订条约，马歇尔又根据总统要求成为首位主持内阁会议的副总统。主持联邦参议院议程期间，曾有少数反战参议员通过冗长辩论阻挠议事，防止有利于美国参战的法案通过。为确保至关重要的战时法案通过，马歇尔促使参议院通过程序性规则，允许在三分之二投票参议员支持的情况下中止冗长辩论，这项规则之后经过多次变更，至今仍在发挥作用。
1919年10月，威尔逊因中风而无法继续行使总统职责，由此引发的继任危机成为马歇尔担任副总统期间面临的最大挑战。威尔逊本人和第一夫人都不喜欢马歇尔，总统的顾问也认为副总统不是继任总统的恰当人选，他们因此和威尔逊夫人一起设法阻止马歇尔通过正式渠道得知总统病情，以此避免他继任。包括内阁成员及国会领导人在内的许多政要敦促马歇尔代理行使总统职责，但由于具体程序有欠明晰，担心确立影响恶劣的先例，马歇尔拒绝从命。行政部门群龙无首的情况导致组建国际联盟的条约无法通过，美国随即回归孤立主义外交政策。此外，马歇尔担任副总统期间还曾遭遇刺杀，他和夫人洛伊丝一直没有子女，只在担任副总统期间收养过一个病重的孩子。
马歇尔有着众所周知的机智和幽默感，一次主持参议院辩论时，参议员约瑟夫·布里斯托正细数美国需要哪些东西，马歇尔这时插嘴打趣道：“这个国家真正需要的是一支上好的5美分雪茄。”引来一片笑声，这也是他最经久不衰的幽默之一。从副总统位置卸任后，他在印第安纳波利斯开办律师事务所，并撰写了回忆录《往事》和多本法律著作。他继续巡游并公开演讲，于1925年在旅途中因心脏病发辞世，享年71岁。

## 早年经历

### 家族背景
1817年，托马斯·马歇尔的爷爷赖利·马歇尔（Riley Marshall）移居印第安纳州，在现今惠特利县地界的一间农场定居。赖利的农场之后探得中等储量的石油和天然气，他于1827年将农场转手，赚得2万5000美元（相当于2025年的69.5萬美元），成为富裕阶层:2。赖利用这笔钱买下一片中等规模的庄园，而且余生一直是印第安纳州民主党的活跃分子，担任过州参议员、党派主席，也是党派的赞助人，他还把独子丹尼尔送进医学院深造:2。
托马斯的母亲叫玛莎·帕特森（Martha Patterson），原本在俄亥俄州生活，13岁沦为孤儿后前往印第安纳州住进姐妹的农场，这里距托马斯家族的农场很近。在他人眼里，帕特森机智而幽默，托马斯之后也是如此。玛莎和丹尼尔于1848年相识并成婚:3。
托马斯·马歇尔于1854年3月14日在印第安纳州沃巴什县的北曼彻斯特（North Manchester）出生。两年后，托马斯多了个妹妹，但她在婴儿期夭折。玛莎患有肺结核，丹尼尔觉得这正是女儿先天体质不过关的原因。:3托马斯童年时随家人多次搬家，因为丹尼尔希望能找到气候适宜的地方定居，通过“户外疗法”治好玛莎的病:281。一家于首先于1857年搬到伊利诺伊州亚当斯县的昆西。丹尼尔·马歇尔是坚定的民主党人，但又支持北方联邦。1858年，他带着儿子到斯蒂芬森县的弗里波特旁听伊利诺伊州民主、共和两党联邦参议员候选人亚伯拉罕·林肯和史蒂芬·A·道格拉斯的辩论。初次见到林肯和道格拉斯时，托马斯还只有4岁，只要哪位候选人没有演讲，托马斯就会坐到他的膝盖上。回首往事，托马斯称这是他最早且最珍贵的回忆之一。:5:232
1859年，马歇尔一家搬到堪萨斯州迈阿密县的奥萨沃托米（Osawatomie），但又因边境地区的暴力活动被迫于1860年搬到密苏里州:4，最终丹尼尔成功治好了玛莎的病:4。随着南北战争临近，暴力在堪萨斯内战期间蔓延到密苏里州。10月，以达夫·格林（Duff Green）为首的多人要求丹尼尔为支持奴隶制的一方提供医疗救助。:5丹尼尔回绝后，格林等人离开，但邻居们警告称格林计划返回谋杀他们一家。在邻居们的帮助下，马歇尔一家迅速收拾行装，搭汽船逃到伊利诺伊州。经过短暂的停留，一家人继续动身前往印第安纳州，希望能离动荡的边境地区越远越好。:6:232

### 教育

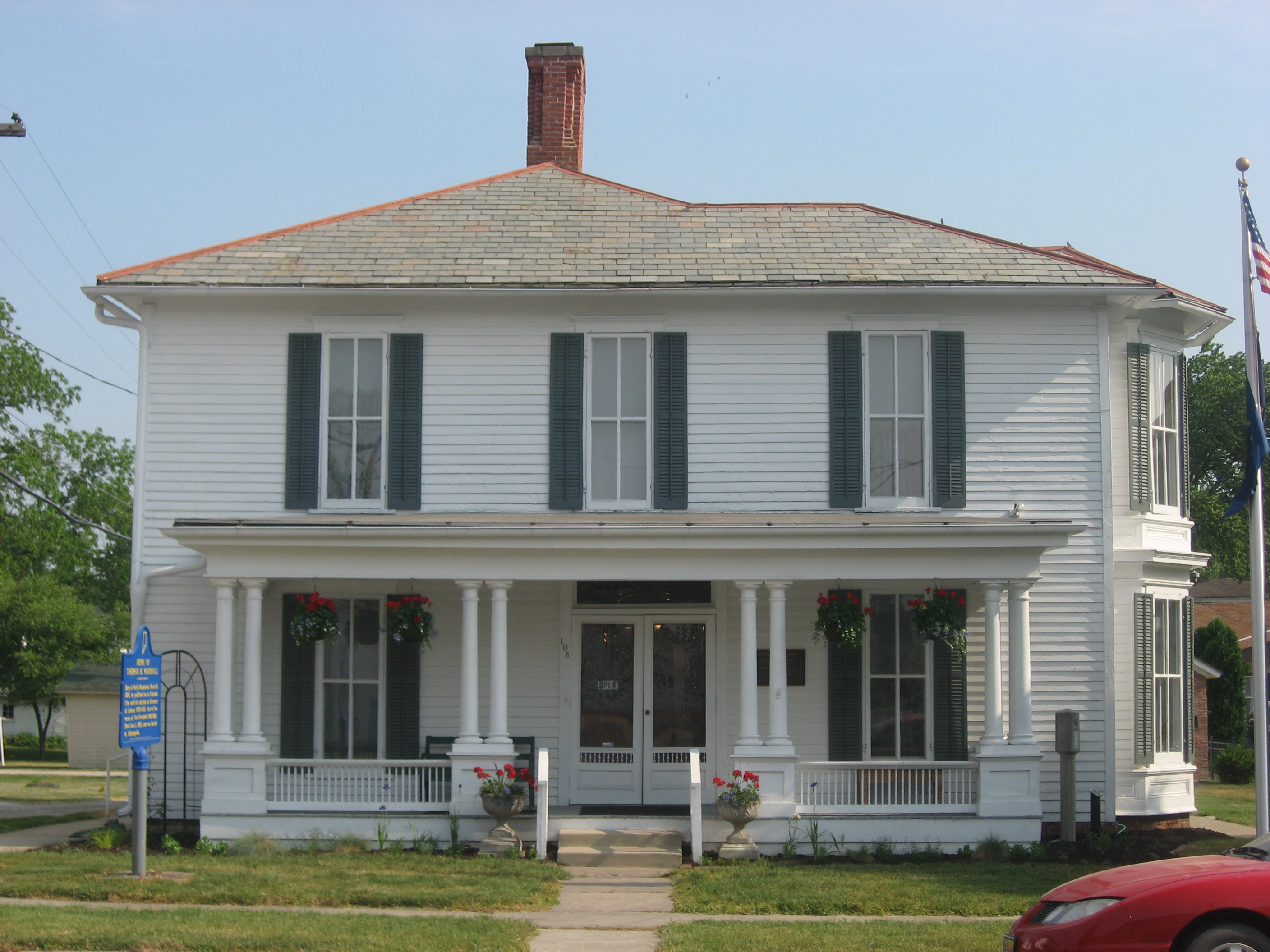
马歇尔位于哥伦比亚城的房子

落户印第安纳州吉布森县的普林斯顿（Princeton）后，马歇尔开始进入公立学校就读:281。1862年选举期间，他爸爸和爷爷不愿投票支持共和党人，为此同循道宗牧师发生纠纷:7。牧师威胁要把他们驱逐出教会，马歇尔的爷爷对此回答，他宁可“冒下地狱的风险也不会（支持）共和党”:7。这次纠纷导致马歇尔一家迁居至韦恩堡并皈依长老宗教会。马歇尔在韦恩堡念高中，于1869年毕业:9。父母把15岁的马歇尔送到克劳福兹维尔的瓦伯西学院接受古典教育。父亲希望儿子研习医术或成为牧师，但马歇尔对这两个方向都不感兴趣，进入瓦伯西学院时，他还没想好毕业后要从事什么职业。:12:233
马歇尔在瓦伯西学院加入菲·伽玛·德尔塔（Phi Gamma Delta）兄弟会，参加文学和辩论社团并创立民主党俱乐部:281。他在校报工作，撰写政治专栏文章为民主党政策辩护。1872年，马歇尔在文章中批评学校一位女讲师向住在宿舍中的男生宣扬自由派理念。这名讲师为此聘请《宾虚》（Ben-Hur）一书的作者，律师卢·华莱士（Lew Wallace）起诉马歇尔诽谤，要求赔偿2万美元。:13马歇尔前往印第安纳波利斯寻找辩护律师，最终聘请当地知名律师，之后的美国总统本杰明·哈里森为自己辩护。哈里森证实马歇尔的说法有可能属实，法官因此驳回起诉。根据马歇尔的回忆录记载，事后他主动找哈里森支付律师费用，但哈里森表示不会对此收费，反而对他进行了一场道德演说。:13:234
马歇尔在瓦伯西学院就读的最后一年入选美国大学优等生荣誉学会:281，再于1873年6月毕业，全班21名学生中，他在36门课程里有14门排名第一:15。受之间诽谤案的影响，他对法律产生越来越浓厚的兴趣并开始寻找导师，因为当时在印第安纳州当律师的唯一途径就是成为州律师协会成员的弟子。马歇尔起初得到叔公伍德森·马歇尔（Woodson Marshall）的帮助，但后者不久就搬走了。:19接下来马歇尔前往哥伦比亚城（Columbia City）同父母团聚，并跟随之后成为印第安纳州最高法院大法官的沃尔特·奥尔兹（Walter Olds）学习法律。经过1年的攻读，马歇尔于1875年4月26日取得律师从业资格:20:282:234。

### 执业律师

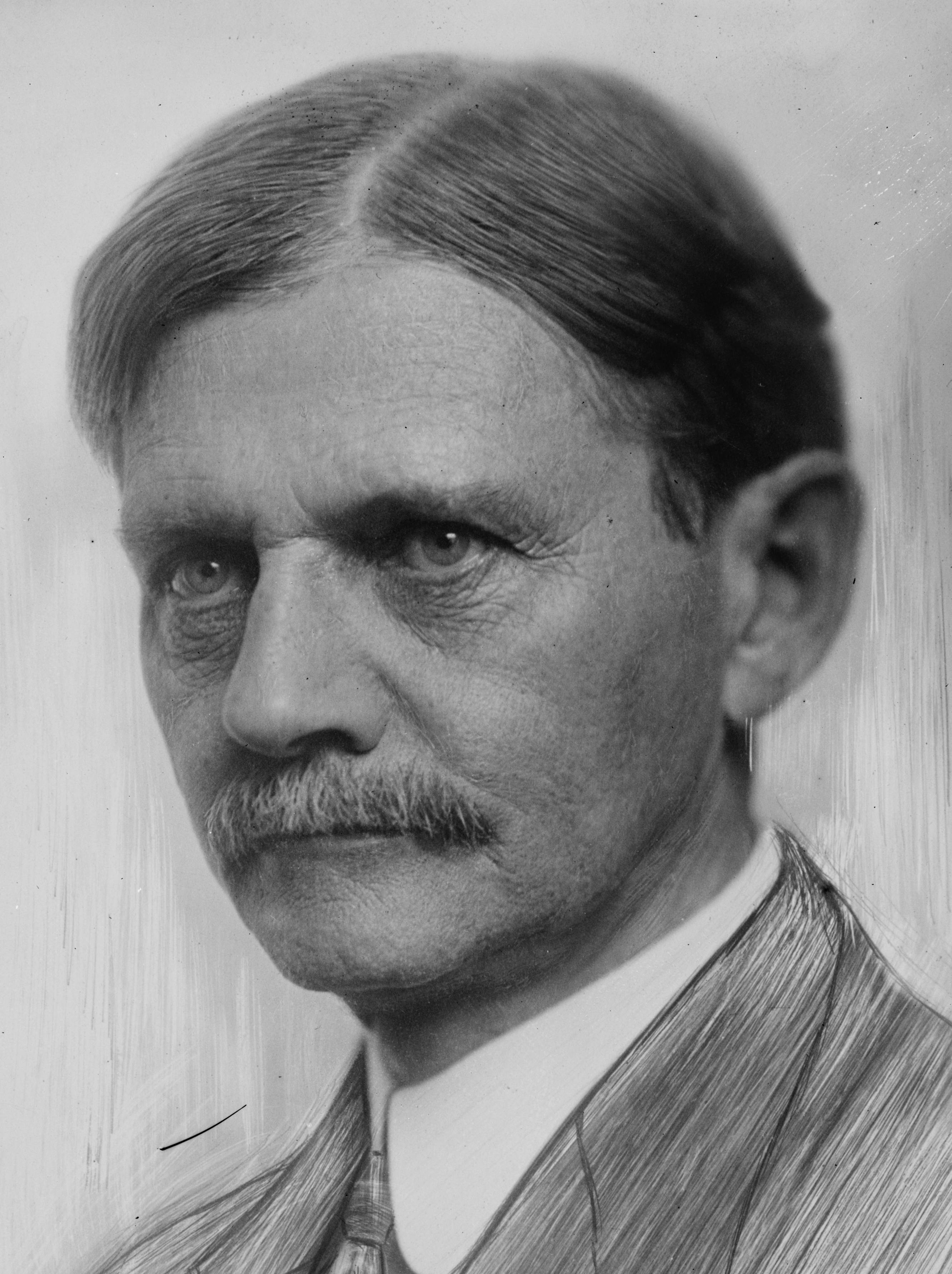
托马斯·马歇尔，摄于1912年左右。

1876年，马歇尔在哥伦比亚城开办律师事务所，并接过很多小案件。经过一段时间的积累，他于1879年同威廉·麦纳格尼（William F. McNagny）合伙并开始接手刑事辩护案。两人专长互补，合作融洽。麦纳格尼接受过更好的法律教育，主要确定切入案件的法律论据；马歇尔则更加擅长演讲，所以主要是在法官和陪审员面前争论案情。接手多个高关注度的案件后，两人的事务所在当地打响名气。:221880年，马歇尔首次竞选公职，作为民主党候选人争夺选区检察官职位:283，但最终因共和党在选区占绝对优势而落败。在此期间，马歇尔结识凯特·胡珀（Kate Hooper）并展开追求，两人一度订婚，但凯特因病于1882年逝世，两人原订的婚期就在她去世次日。凯特的死在情感上对马歇尔造成重大打击，他因此开始酗酒。:23:284
年过而立的马歇尔仍然和父母住在一起，他的父亲于19世纪80年代末去世，母亲于1894年逝世，把家中的房产和生意都留给他。1895年，马歇尔在办案期间结识洛伊丝·金塞（Lois Kimsey），她当时正在父亲的律师事务所担任书记员:284。马歇尔比金塞大了19岁，但两人还是很快相爱并于10月2日成婚:46。婚后两人非常亲密，几乎形影不离，近30年间仅有两晚不在一起:47。
早在结婚前，马歇尔的酗酒恶习就已经开始对他忙碌的生活构成影响。他多次在宿醉后赶到法庭，这样的酒瘾也逐渐为乡亲们所知。为了帮丈夫克服酒瘾，金塞把马歇尔锁在家里两个星期进行治疗。:46此后，他积极参与禁酒组织，多次发表演说强调酒的危害。虽然已不再饮酒，但之后竞选州长期间，对手还是把他过去的酗酒问题作为突破口。:74:235
1880年竞选检察官失败后，马歇尔依然积极参与民主党政治事务，开始在州内各地代表其他候选人演讲或是帮助组织党派集会。他的演说起初带有明显的党派立场，但到了19世纪90年代，他开始倾向认同当时逐渐壮大的进步主义思想，演说也因此渐渐远离保守主义观点。:2851904年，马歇尔进入路易斯安那州民主党中央委员会，在党内的声望和影响与日俱增:46:234:286。
马歇尔夫妇都参与了多个私人组织。马歇尔积极参加长老教会事务，并在主日学校任教，还在县展览委员会任职。随着律师事务所的业务蒸蒸日上，家境逐渐宽裕的马歇尔又投身当地慈善事业。作为共济会和印第安纳州共济总会成员，他到1898年时已升至共济会苏格兰礼中最高的第33级，并成为最高理事会的一员。马歇尔积极参与共济会事务直至去世，还在多个共济会慈善委员会任职。:283:235

## 印第安纳州州长

### 竞选
1906年，马歇尔谢绝党派竞选国会议员的邀请，但也向州内民主党领导人暗示自己有意在1908年竞选州长:64。他很快就取得多个重要工会的支持，《印第安纳波利斯星报》的一名记者也公开表态赞成马歇尔出任州长。但是，在州民主党大会上，他仍然是黑马候选人。:287马歇尔支持禁酒，这招致党魁托马斯·塔格特（Thomas Taggart）的反感:66。塔格特希望党派提名反对禁酒的塞缪尔·罗尔斯顿（Samuel Ralston），但禁酒派和反对塔格特的派系同马歇尔的支持者联合起来，确保他赢得党派提名:69–71:235:288。

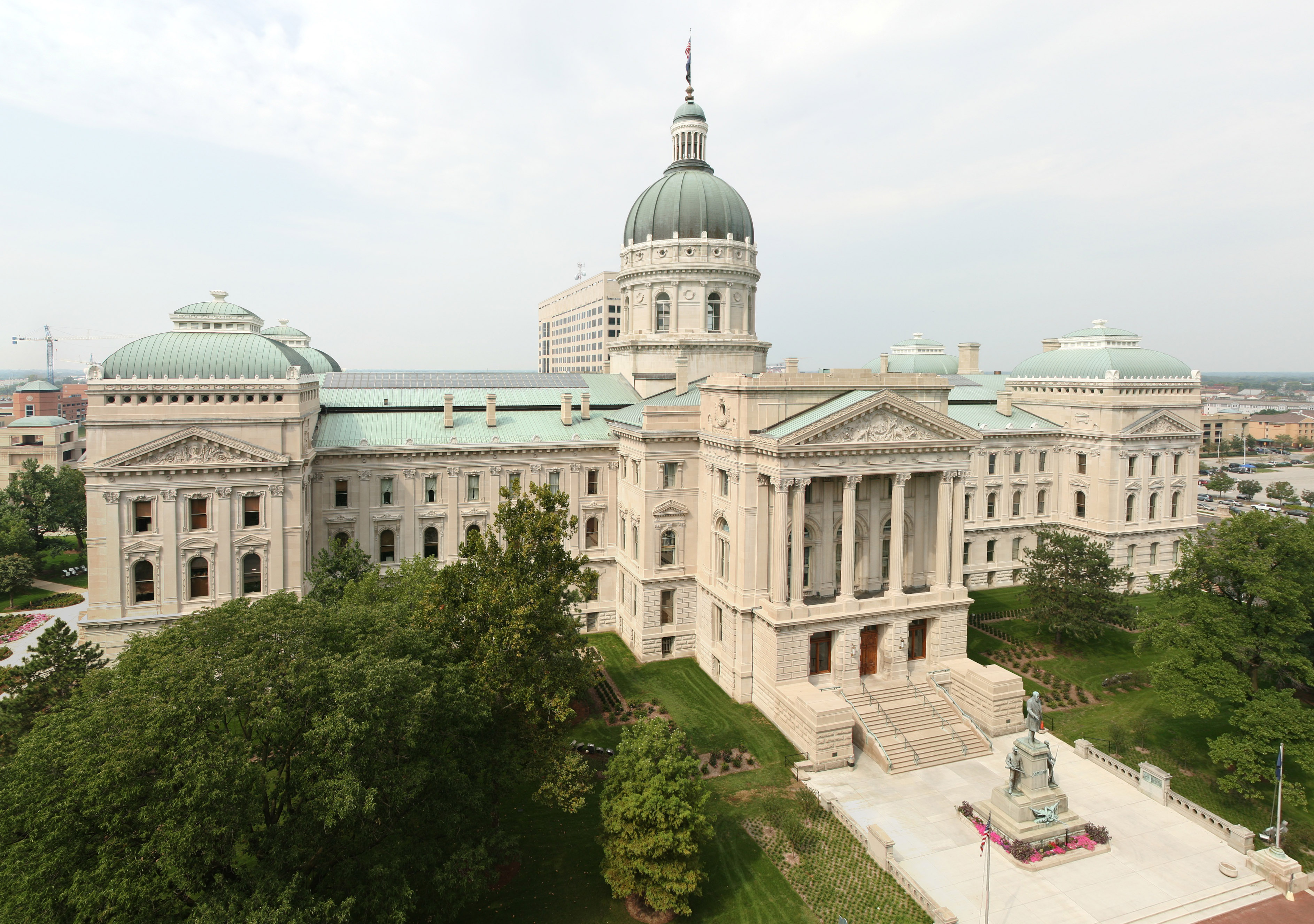
位于印第安纳波利斯的印第安纳州议会大厦

马歇尔在普选中的对手是共和党联邦众议员詹姆斯·E·沃森（James E. Watson），禁酒成为竞选的主要议题:80:288。就在竞选开始前，共和党控制的州政府通过法律，授权县级地方政府禁止酒类商品销售。这项法律成为不同党派及其州长候选人的争议焦点。民主党人提议修改法案，允许各市、镇政府自行决定是否禁止酒类经营。:236共和党则主张全面禁酒，相比之下，反禁酒派自然支持民主党的方案，期望以此为突破口，在部分地区放开销售限制。民主党的倡议还可以确保那些大部分人支持禁酒的社区可以自行立法禁酒，所以原本禁酒派的支持也得以保留。:80共和党这时正处于变革时期，党派立场在进步主义和保守主义路线上分裂:80。事实证明，共和党的内部局势不稳在选举结果中起到决定性的作用，马歇尔最终得到48.1%的普选票支持，比沃森的48%只多0.1%:406，成为印第安纳州20年来的首任民主党州长:236。民主党还以小幅优势赢得州众议院多数席位，但州参议院的控制权仍由共和党把控:236:288。

### 进步主义议程

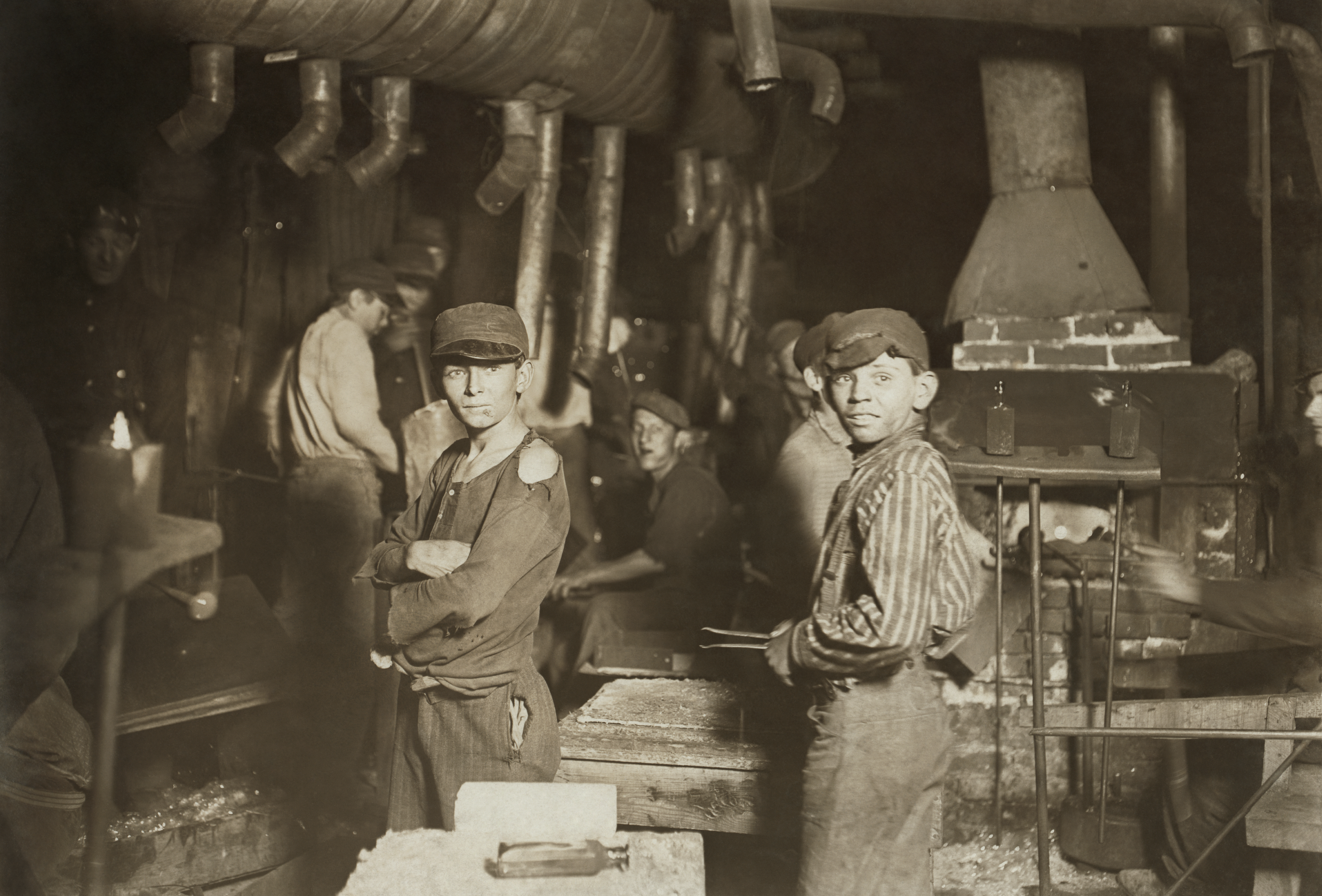
印第安纳州某玻璃厂的童工（图）。马歇尔执政期间，该州通过童工法，禁止企业雇佣童工。

马歇尔于1909年1月11日正式就任印第安纳州州长。由于民主党已连续数十年在野，因此新政府的首要目标就是尽可能多地把民主党人安排到重要权利岗位。:237马歇尔力图避免直接参与此事，默许党派内的不同派系取得相应官职，自行决断的人选非常少。他允许塔格特安排及挑选官员人选，自己再在正式任命文件上签名。这种做法虽然得以避免党派内部出现重大分歧，但也导致马歇尔无法建立强有力的政治根基。:90
担任州长期间，马歇尔的关注重点是推进进步主义议程。在他的倡导下，印第安纳州通过童工和反腐败法律。他支持以普选推举联邦参议员，相应的联邦宪法修正案就是在他担任州长期间由州议会批准。:114他还大力整顿州审计部门，声称为政府省下数百万美元:237。但是，他任内还是有其它许多渐进改革项目未获通过，也未能促使州议会召开修宪大会，修改州宪法来扩张政府的监管权力:290。
马歇尔极力反对印第安纳州之前不久通过的优生法和绝育法，并下令州政府机构不得遵循这些法律。他是美国最早同优生法公开对抗的政治家之一，这种反对立场之后也一直伴随他的副总统任期:289。马歇尔还反对死刑，对州内所有即将执行死刑的犯人给予减刑或赦免，印第安纳州为此首次出现整个州长任期内没有执行死刑的情况。他经常拿企业开刀，并多次试图通过新的反托拉斯法拆分大型企业:238。担任州长期间，马歇尔参加过多次礼仪活动，1909年印第安纳波利斯赛车场竣工时，正是他亲自铺下最后一块金块:14。

### 马歇尔的宪法

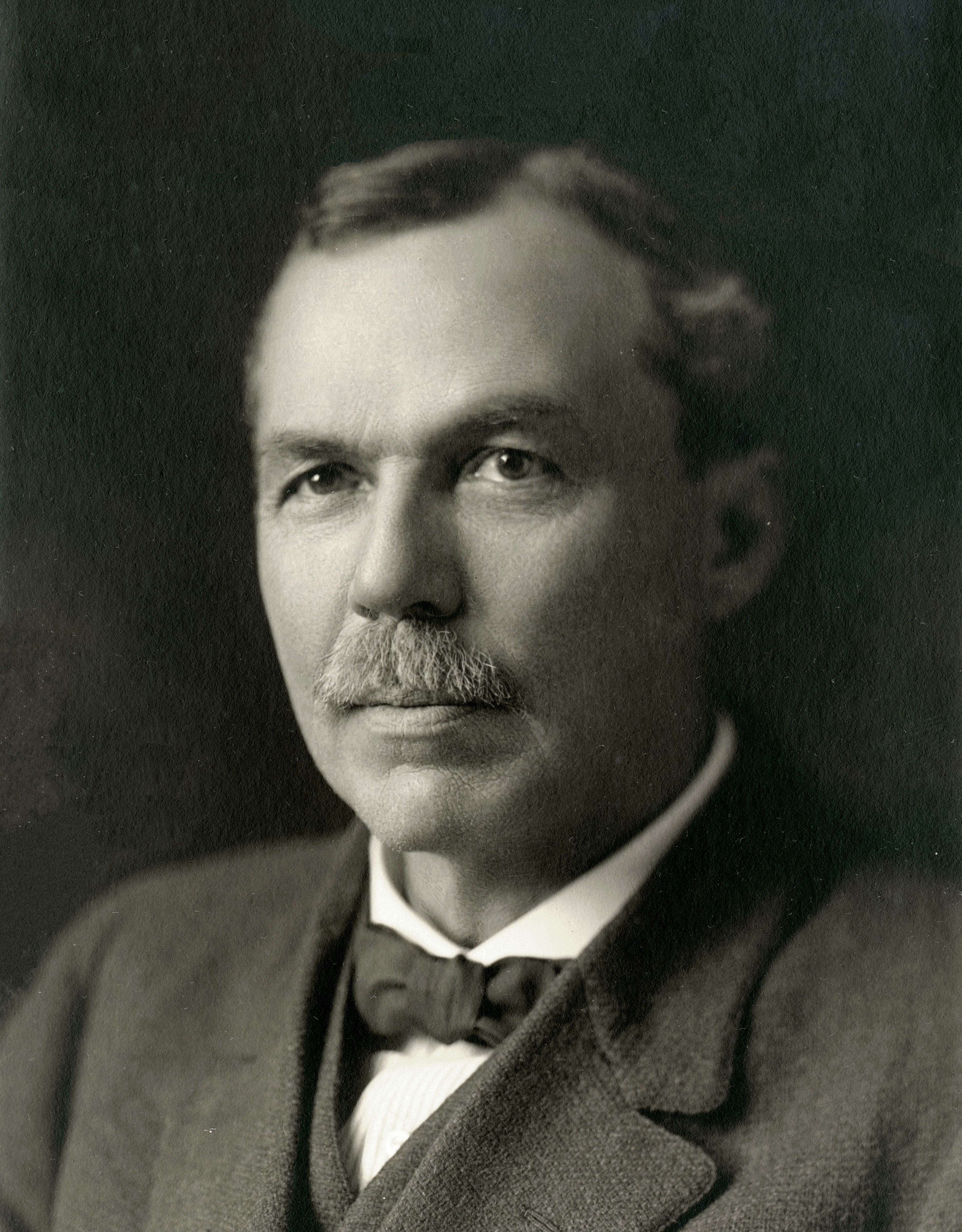
雅各布·皮亚特·邓恩（图）同马歇尔一起拟定印第安纳州新宪法草案

改写州宪法成为马歇尔州长任期的关注重点，州议会拒绝召开制宪大会后，他开始寻求其它手段来通过新宪法。公民领袖雅各布·皮亚特·邓恩（Jacob Piatt Dunn）与马歇尔私交甚佳，两人一起草拟出新宪法草案，在其中大幅增强州政府的监管权，同时定下最低薪资标准，还对工会提供宪法保护。:290–291这些改革项目有许多同社会党的党纲不谋而合，特雷霍特政治家尤金·V·德布斯是该党的领导人。德布斯的支持者在印第安纳州占相当比例，共和党人因此认为马歇尔提出新宪法是要拉拢这些选民:114:238。新宪法还允许直接民主倡议及举行公民投票。民主党控制的州议会同意州长请求对新宪法进行公决，但反对派人士声称，这些直接民主条款有违联邦宪法中各州应推行共和制代议民主政府的规定:116:238。经过1910年的中期选举，民主党又控制了州参议院，新宪法通过的几率进一步提高。马歇尔于1911年正式将草案递交州议会，建议在1912年选举时交由选民表决。:115
印第安纳州此前两稿州宪法都是通过制宪会议制定，共和党人因此反对通过全民公决来批准新宪法，并对民主党人试图在不召开制宪会议的情况下重写整个宪法感到出离愤怒:116。马歇尔坚称，现行宪法并未规定修宪只有制宪会议一途:291。共和党向法院提出诉状，马里昂县巡回法院颁布禁制令，取消1912年公决中的宪法草案。马歇尔提出上诉，但州最高法院维持原判，理由是根据之前两版宪法的先例，州宪法不能在没有召开制宪会议的情况下全盘改写。:117马歇尔对这一结果感到愤怒，并发表演说指责法院越权。他最终向联邦最高法院发出最后一次上诉，但到他于1913年1月离任时，法院仍然没有做出裁决。几个月后，联邦最高法院认定此案完全属州法院管辖范围，因此没有接受马歇尔的上诉，他对此深感失望。:292之后，包括琳达·古金（Linda Gugin）教授在内的多位历史学家认为，无论是马歇尔倡导的宪法本身，还是他寄希望通过新宪法的方式都存在“不可救药的硬伤”，法学专家詹姆斯·圣克莱尔（James St. Claire）指出，即使马歇尔的宪法得以通过，很可能之后也会被联邦法院裁定违宪:239。

## 美国副总统

### 选举
根据印第安纳州宪法的规定，州长不得连任。马歇尔原计划在卸任后竞选联邦参议员，但就在担任州长的最后1个月里，另一个机会送上门来。虽然马歇尔没有出席1912年在巴尔的摩召开的民主党全国大会，但印第安纳州代表团还是推举他作为总统候选人。:138马歇尔本是用于调和各派系的折中候选人，但在威廉·詹宁斯·布莱恩及其支持者的推动下，伍德罗·威尔逊战胜查普·克拉克（Champ Clark）获提名。印第安纳州代表团于是转为要求提名马歇尔竞选副总统，承诺会在选举中支持威尔逊。印第安纳州是当时美国大选中的关键摇摆州，威尔逊也希望马歇尔担任州长期间积累的声望能够帮助他赢得普选，因此指示支持者把票投给马歇尔，后者于是成为威尔逊的竞选搭档。:139:293马歇尔觉得副总统的作用非常有限，这份工作可能会很无趣，所以私下里曾谢绝这次提名，但在威尔逊亲自保证副总统会有充分职责后改变了主意:240。竞选期间，马歇尔在全美各地演说，最终受共和党分裂和进步党崛起的共同影响，威尔逊和马歇尔轻松赢得1912年大选胜利:240。
马歇尔同威尔逊在多个议题上存在分歧，所以无法得到总统赏识:294。威尔逊曾邀请副总统出席内阁会议，但马歇尔的看法大多沦为空谷足音，之后他也不再定期与会:294。1913年，威尔逊亲自同参议员会谈讨论政策事宜，这在当时是前所未有的。在此以前，历任总统都是以身任参议院议长的副总统作为中间人，威尔逊通过以举表明，在重要事务上他根本不信任马歇尔:262:240。马歇尔的回忆录中对威尔逊的负面评价只有一句：“我有时觉得，伟人都会祸害文明，他们正是这个世界上所有苦果和争斗的真正原因”:242。《时代》周刊2008年发表的一篇评论认为，马歇尔同威尔逊之间的关系仿佛天敌般紧张。

### 主持参议院运作

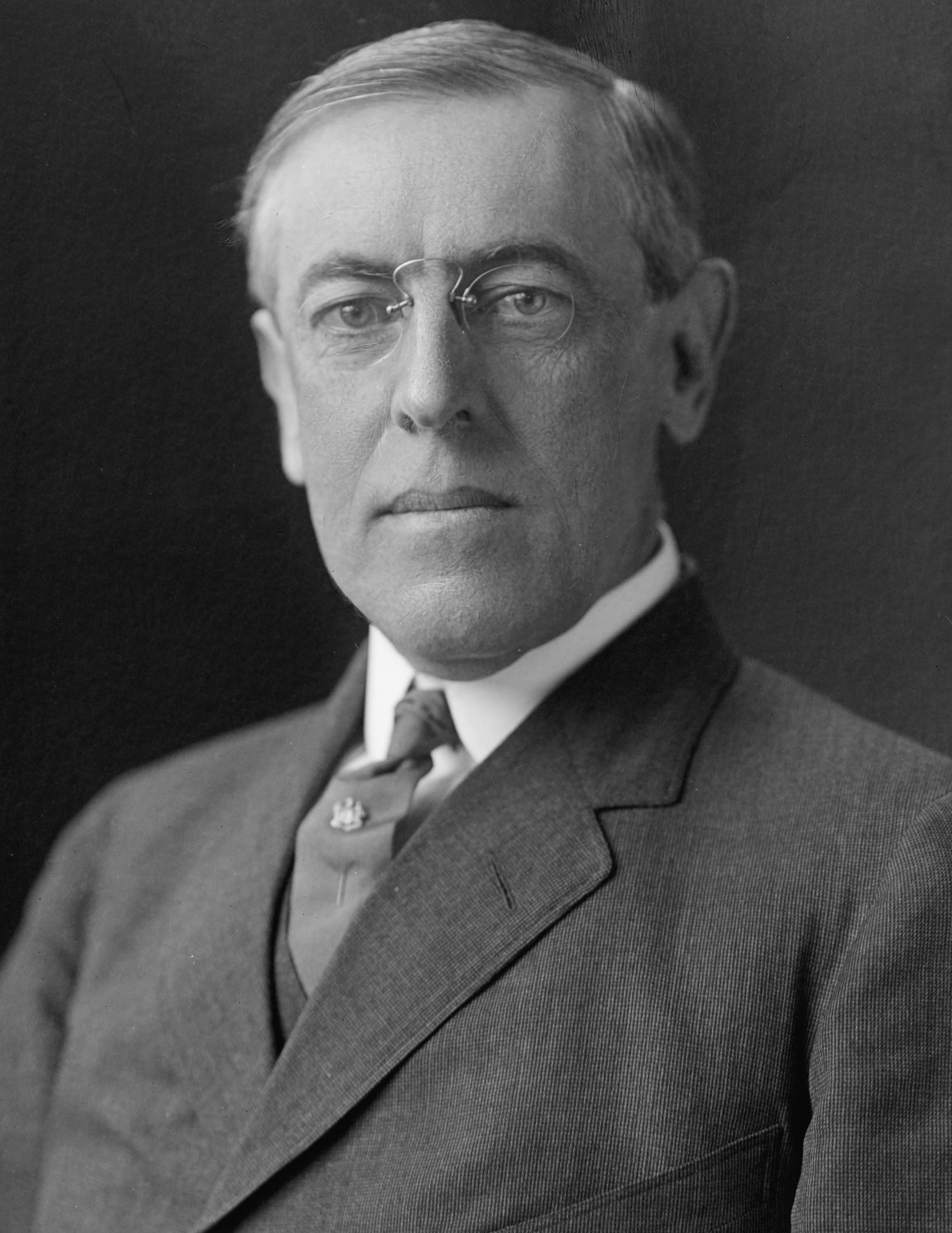
美国总统伍德罗·威尔逊

马歇尔并不介意威尔逊毫不重视他的观念，认为自己主要的宪法职责是主持参议院运作，把副总统职位视为立法分支而非行政分支的组成部分:171。主持参议院议事时，马歇尔偶尔会有情绪激动的时刻:172。1916年参议院讨论墨西哥边境危机期间，马歇尔曾威胁要把某些在现场喧哗的参议员赶出去，只是最后并没有兑现。另外，他还曾多次下令参议院旁听席清场。:172担任参议员期间，他共有8次在投票出现僵局时投出决定性的一票:173。
就美国是否加入第一次世界大战展开辩论期间，多名信奉孤立主义的参议员通过冗长辩论来阻止对威尔逊而言非常重要的法案通过。这样的冗长辩论持续时间长达数周，其中还有两次超过3个月。威尔逊及法案的部分支持者要求马歇尔发出禁言令来减短这类辩论，但副总统出于道德角度考量拒绝执行，多项法案因此未能通过，只能希望这部分议员会自愿停止阻挠。:186未通过的法案中有一项允许商船自行武装，还有一项允许联邦政府直接向盟国销售军火:295。但是，胜利并未令这一部分参议员放松警惕，他们继续阻挠任何倾向支持战争的法案通过。面对这种情况，参议院在马歇尔的引领下于1917年3月8日通过新议事规则，规定如到场投票的参议员中有三分之二支持，就不得继续冗长辩论。而在以往的规则下，任何参议员都可以把辩论按意愿无限期延长。此后，这项规则又经过多次调整，现行规则是“所有”参议员的五分之三投票支持，而不仅仅是投票参议员的多数支持。:187:296
由于马歇尔的第一个任期波澜不惊，还因其幽默感而被视为首都的喜剧人物，因此有部分民主党领袖打算另觅人选取代他参加1916年大选:298。威尔逊经过考虑后决定让马歇尔竞选连任，以证明党派团结。两人在大选中再度战胜分裂的共和党，马歇尔成为1828年的约翰·卡德威尔·卡尔霍恩后首位取得连任的副总统，并同威尔逊一起成为1820年的门罗和汤普金斯后首位连任总统和副总统。:215:240

### 遭遇暗杀
1915年7月2日晚，曾在哈佛大学和康乃爾大學担任德语教授的无政府主义者埃里克·蒙特（Eric Muenter）因反对美国在一战中支持同盟国而潜入联邦参议院楼层，在马歇尔的办公室大门周围埋下定时炸弹。炸弹最终在午夜前不久提前爆炸，当时办公室里没有人。7月5日，蒙特又来到纽约州长岛北岸的格伦科夫，冲到约翰·皮尔庞特·摩根的儿子杰克·摩根（Jack Morgan）家里，要求他停止向盟国销售武器。摩根告诉对方，自己在此事上根本做不了主，结果蒙特向他连开两枪后逃跑。:202蒙特被捕后承认自己曾试图暗杀副总统:203，马歇尔事后本可获私人安保队保护，但他谢绝了:204。

### 第一次世界大战
美国在马歇尔的第二个副总统任期里加入第一次世界大战，他对参战的支持非常勉强，担心政府会不得不实行征兵制，美国也的确在宣战后不久就开始征兵:296。他对威尔逊在宣战前构建军备的策略非常满意，并且在宣战后全力支持国家赢得战争。首支部队集结完毕准备赶赴欧洲后不久，总统和副总统一起接待从英国来访的代表团，马歇尔还密切参与主要战争策略的制订。:229但是，他很大程度上还是无法参与作战计划的审订，也很少通过官方途径获悉战事进展，大部分情况下只能从报纸上查阅有关战争的新闻:231–233。

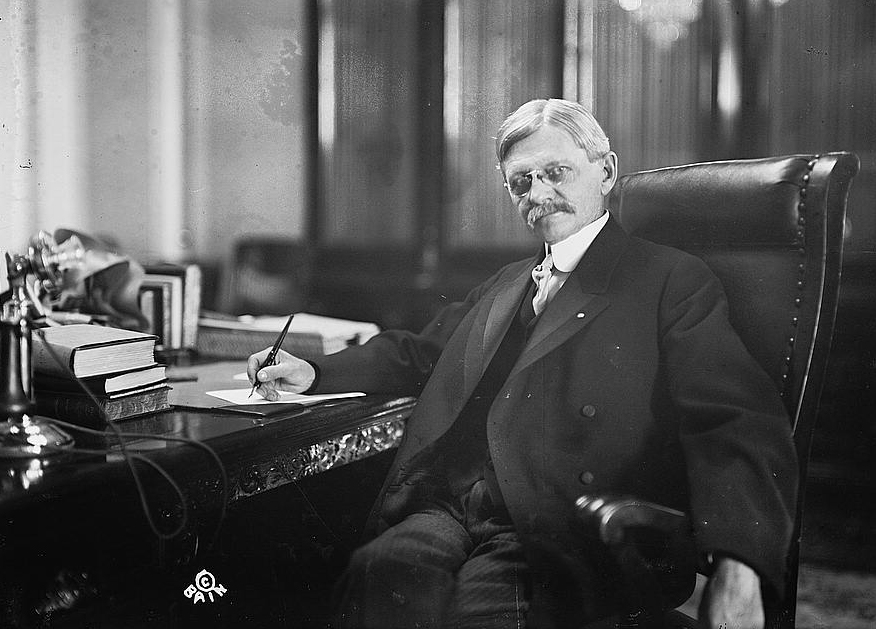
托马斯·马歇尔在他位于联邦参议院的办公室

威尔逊派马歇尔到全美各地发表鼓舞士气的讲话，鼓励美国民众购买自由债卷支援战争:225。马歇尔非常擅长这份工作，担任副总统期间，他多次通过公开演说赚取外快，所以很乐于接受总统的委派。他在演讲中将这场战争比作旨在维护个人权利和国家尊严的道德十字军东征。:225马歇尔在回忆中称，一战令整个国家举步维艰，他直到战争结束时才缓过这口气:225。随着战争接近尾声，马歇尔成为美国历史上首位主持内阁会议的副总统:240，威尔逊当时正前往欧洲签署凡尔赛条约，并为组建国际联盟寻求支持，所以内阁会议方面职责就由副总统暂且代劳。威尔逊成为首位亲自将同他国缔结的条约送交参议院批准的美国总统，他在当天早上抵达国会参议院楼层，向主持会议的马歇尔递交文书。:251:299

### 莫里森
马歇尔的夫人积极参与哥伦比亚特区的慈善活动，用相当多的时间在饮食厨房福利中心工作，为贫困儿童提供免费膳食。她于1917年结识一位刚刚生下双胞胎的女性，其中一个孩子长期患有疾病，父母无法为他取得适当的医疗救助。洛伊丝对这个名叫克拉伦斯·伊格内修斯·莫里森（Clarence Ignatius Morrison）的孩子发展出深切情感，表示愿意收养他，并帮他取得所需的治疗。:226马歇尔夫妇一直没有子女，所以她把孩子带回家时，马歇尔告诉太太，可以“把他留下来抚养，让他无需再不断啼哭......”:227副总统之后逐渐喜欢上这个孩子，他在回忆录中称克拉伦斯的到来仿佛一剂定心丸，从此他走在首都的街道上都感到无比心安。随着孩子渐渐长大，马歇尔又称赞他“就像天使般美丽，拥有超过他年龄的天份，从任何角度看都那么可爱”。:227:300

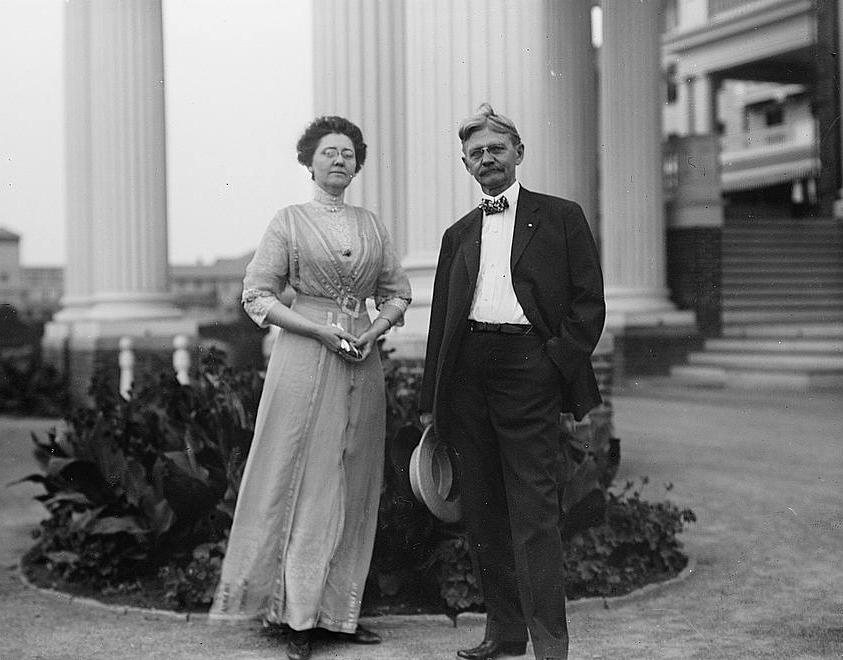
马歇尔夫妇在华盛顿哥伦比亚特区合影

马歇尔夫妇觉得，莫里森的双亲仍然在世，如果通过法律渠道收养这个孩子可能会令公众感到奇怪，所以两人始终没有正式收养莫里森。为了避免情况公开，两对夫妇做了特别安排。总统威尔逊觉得有义务认可莫里森是副总统夫妇的子嗣，所以他给马歇尔夫妇寄去便条，上面只有一句话：“祝贺添丁，威尔逊:298。”莫里森此后一直同副总统夫妇生活在一起，马歇尔在书信中称孩子“莫里森·马歇尔”（Morrison Marshall），但在生活中则叫他“伊齐”（Izzy）:298。洛伊丝带着他看过很多大夫，把几乎所有时间都投入到对孩子的护理上，希望能让莫里森恢复健康，但他的病情还是逐渐恶化，于1920年2月去世，距他4岁生日只差几天。莫里森的死令马歇尔受到重大打击，他在回忆录中称，伊齐在他的心目中永远都是如此神圣。:298:300

### 继任危机
1919年9月，威尔逊总统经历了一次中度中风:275。10月2日，他又出现一次中风，并且程度要比上次严重得多，导致他部分瘫痪，几乎肯定无法再行使总统职责:279:240:302。约瑟夫·图穆提（Joseph Tumulty）是威尔逊最亲近的顾问，他认为马歇尔不适合担任总统，所以通过多种措施防止副总统继任。威尔逊的妻子伊迪丝（Edith）认为马歇尔性情“粗野”并对之非常反感，所以也反对他继任。:235:13图穆提和第一夫人认为，如果威尔逊的幕僚在正式渠道提及总统病情，马歇尔就可以启动宪法机制继任总统，因此在白宫下达禁言令:277:212。马歇尔得知总统中风后要求知晓病情，以便做继任总统的相关准备，白宫于是安排《巴尔的摩太阳报》的一名记者转告副总统，威尔逊已命在旦夕:285。马歇尔之后表示，“这是我一生中听到的最令我震惊的消息”，但由于没有正式的消息来源，他觉得自己不能根据宪法继任总统职位:243:302:213。
10月5日，国务卿罗伯特·蓝辛成为第一个提出由马歇尔强制就任总统职务的政府官员。其他内阁部长和国会领导人都支持蓝辛的提议，民主、共和两党的多位要员还给马歇尔发于私人密电表示支持。面对他们的示好，副总统的态度非常谨慎，:282同夫人和长期私人顾问马克·塞斯尔维特（Mark Thistlethwaite）商议后，他私下表示拒绝接手总统职权，也不愿担任美国代总统:244:303。宣布总统丧失行使职权能力的具体程序当时还不明确，马歇尔担心强行罢免威尔逊之举会定下影响非常恶劣的先例:13。他希望总统自愿将权力移交副总统，但考虑到威尔逊的病情以及对马歇尔的态度，这显然是不可能的。马歇尔告知内阁，除非国会两院通过联合决议，亦或威尔逊及其幕僚经正式渠道宣布总统无法履行职责，否则副总统不会继任。:279:302
经第一夫人和总统私人医生的安排，威尔逊一直在静养，只有他的亲密助手可以前去面见，这些人都不会透露他的病情:279。马歇尔曾试图面见威尔逊，希望能借此亲自确认总统病情，但这显然也无法做到，以致他只能通过总统医生发布的少量公告获取一些用语模糊的最新进展:14。部分国会领导人认为总统及其助理不会自愿将权力移交副总统，因此开始起草马歇尔之前所说的联合决议案。但是，反对组建国际联盟的部分联邦参议员认为，如果马歇尔成为总统，他有可能会在部分关键位置做出妥协，促使建立国际联盟的条约通过。而当时的威尔逊既不愿意也没有可能来做妥协，这样针对条约的辩论也就陷入僵局。在这样的情况下，为了防止条约通过，反对组建国际联盟的参议员封杀了联合决议案。:280
12月4日，蓝辛在一次参议院委员会听证上宣布，包括他在内的所有内阁成员已经超过60天没有看到过威尔逊，更没有同总统交谈过。希望马歇尔继任总统的部分参议员于是要求组建委员会前去了解威尔逊的病情，希望能获得足够的证据。被多家报纸称为“嗅探委员会”的调查组发现，总统的身体状况很差，但看起来已经有相当程度好转。委员会的报告促使国会决定不通过联合决议案。:281–282
12月中旬的某个周日，马歇尔正在教堂做礼拜，一名信使带来消息，称威尔逊已经去世。震惊之下，马歇尔起身向在场教众宣布这一消息，牧师主持祈祷，众人开始唱颂赞美诗，很多人都哭了。和夫人离开教堂后，马歇尔致电白宫询问下一步行程，但却发现总统还在世，这完全是一场骗局。事后，马歇尔认为这是其他某些官员的计策，想要迫使他继任总统。:297
马歇尔在余下的任期内只主持过一些礼仪性事务，如接待外国政要，首位到访美国的欧洲君主、比利时国王阿尔贝一世便是其中之一。威尔士亲王爱德华来访时和马歇尔共度了两天，马歇尔充当私人导游，带他游览哥伦比亚特区。:292白宫的大部分日常事务都由第一夫人伊迪丝代劳，她会审查威尔逊的所有通信，对哪些事项可以呈交总统，哪些要委托他人代劳做决定。这种群龙无首的局面导致授权组建国际联盟的条约无法通过:304:14，反对派批评其中的第10条会令美国同欧洲国家捆绑在一起，导致美国在未获国会授权的情况下被迫卷入战争:256–258。马歇尔本人支持条约通过，但也建议做出多项调整，如要求所有缔结国认可门罗主义和美国的影响范围，并将第十条改为不具备约束效力的条款:264:305。
1919年末，威尔逊开始恢复，但余下的任期里仍然与世隔绝，坚持不对条约做任何修改。马歇尔一直无法见到总统，也无法确定其病情，直到任期结束。威尔逊病倒后白宫究竟是谁在做决策这一问题至今仍无定论，估计很可能是第一夫人在总统助手的帮助下代劳。:247:241

## 晚年

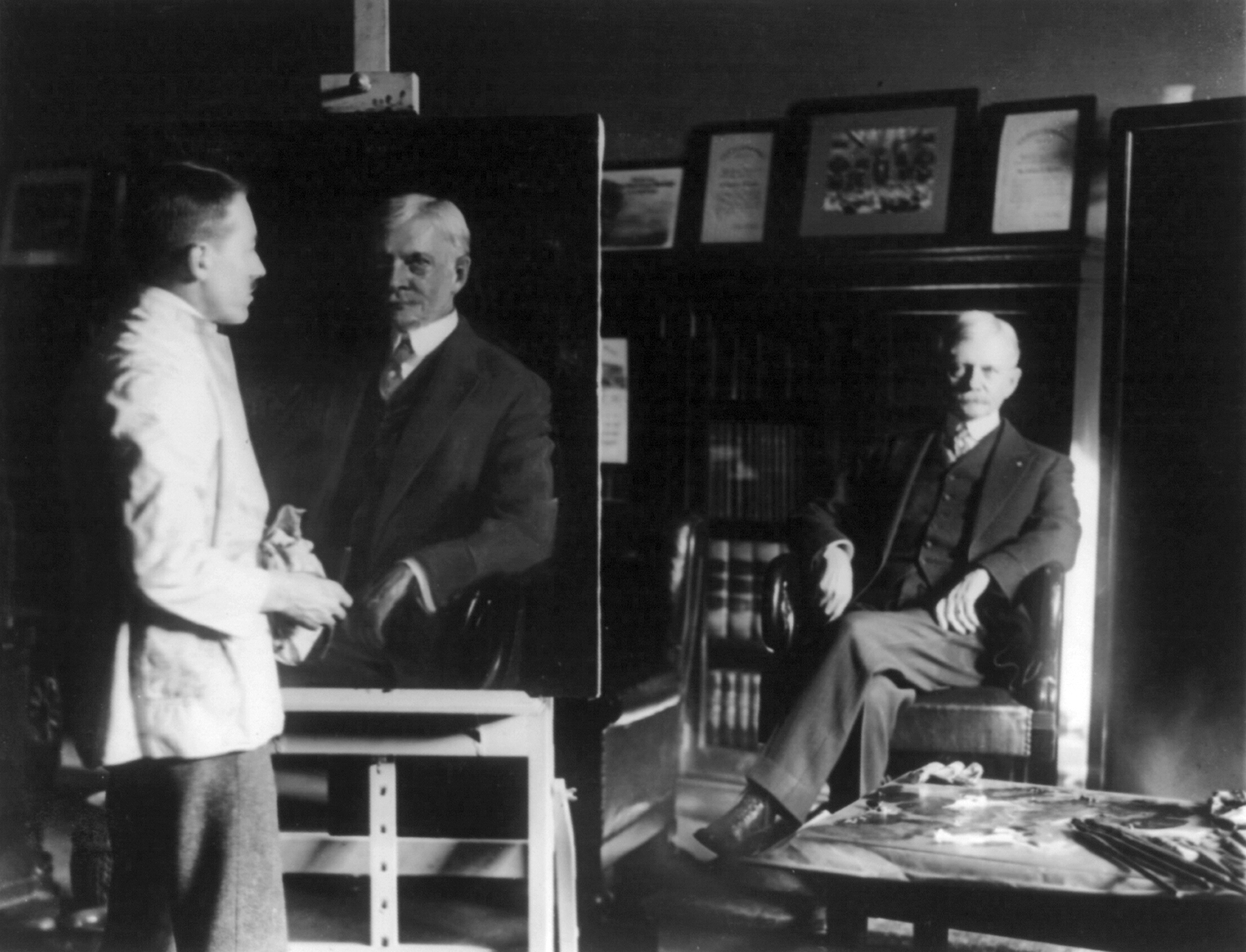
1920年，某位不知名的画家正在为美国副总统托马斯·马歇尔绘制肖像。

马歇尔是1920年民主党全国大会的总统候选人之一，同托马斯·塔格特商议后，他得到印第安纳州代表团的支持，但没能争取到其他州的首肯。最终，他表态支持民主党候选人詹姆斯·米德尔顿·考克斯竞选总统，富兰克林·德拉诺·罗斯福出任副总统，但两人在普选中不敌共和党对手沃伦·盖玛利尔·哈定和卡尔文·柯立芝。:301竞选期间，马歇尔还给柯立芝写了张便条，对后者被选作副总统候选人表示“诚挚的慰问”:301:241:306。

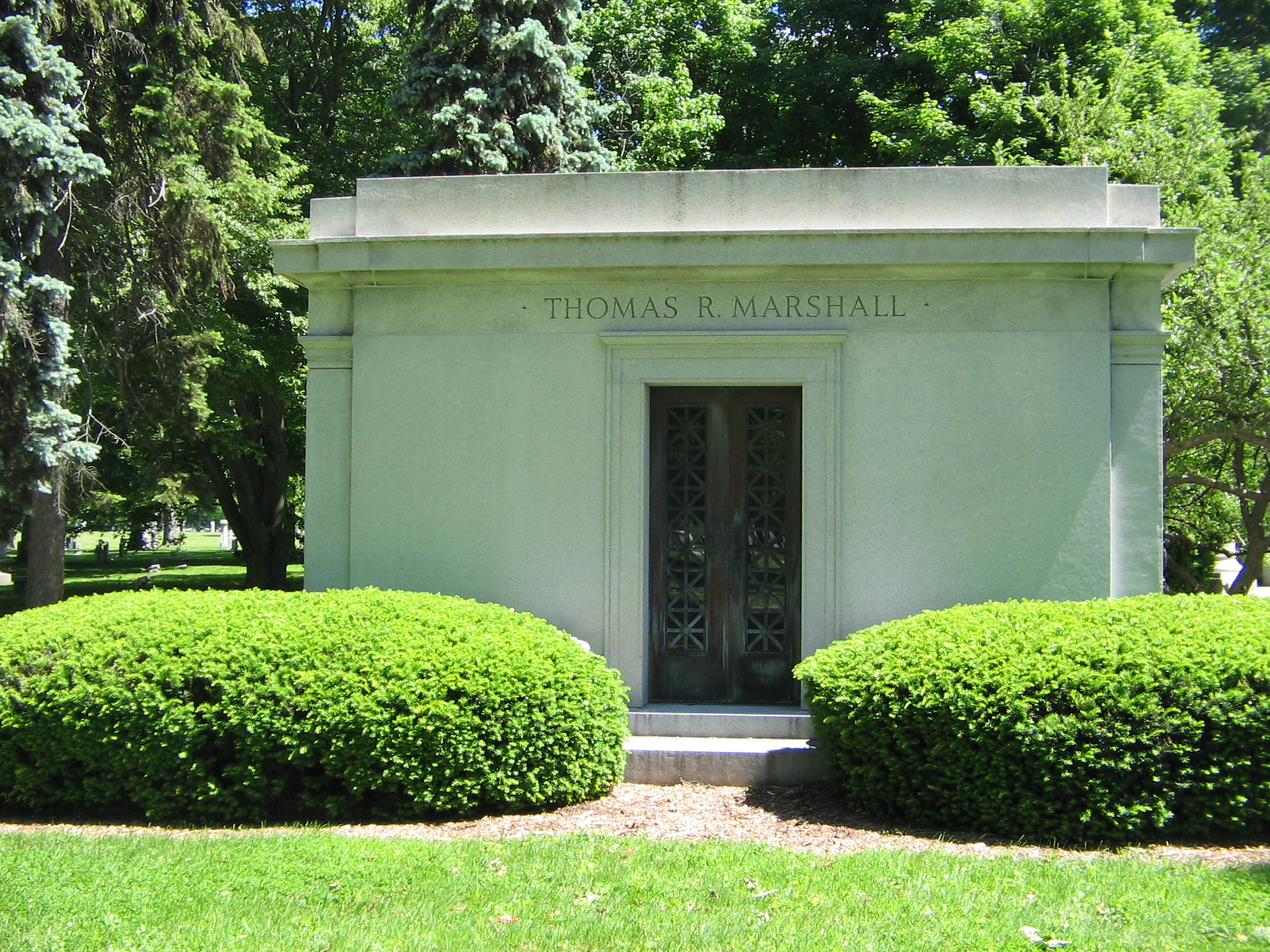
托马斯·马歇尔及其家人位于印第安纳波利斯克朗山公墓的墓地

从副总统位置卸任后，马歇尔一度考虑返回哥伦比亚城，但最终决定在印第安纳波利斯买房并开设律师事务所，觉得这里的业务前景更好:305。1921年，新任总统哈定提名马歇尔进入林肯纪念委员会任职，又在1922年提名他进入更有前途的联邦煤炭委员会，但马歇尔于1923年从两个委员会辞职:305。他花了一年多时间撰写法律著作和风格幽默的回忆录《往事》（Recollections）。《往事》于1925年5月完成，之后有多位历史学家指出这部回忆录中没有披露任何机密，也没有攻击马歇尔的任何敌人，在即便是在那个时代来说也很不寻常:306。马歇尔的公开演说依然能够赢得群众青睐，他继续在全美各地巡游和演讲，最后一次公开演讲则是在他出生的镇上高中面向该校学子:308。
1925年6月1日晚，正在床上看《圣经》的马歇尔心脏病发，洛伊丝找来医生，但已回天乏术。马歇尔夫妇此时正在前去哥伦比亚特区的路上，追悼会于两天后在首都举行，有许多政要出席。马歇尔的遗体被送回印第安纳波利斯，并放置两天以供他人前来致敬，有成千上万的人到来。经过6月9日的葬礼，他被葬在克朗山公墓（Crown Hill Cemetery），长眠在养子莫里森旁边。:308:241:306洛伊丝搬到亚利桑那州，之后没有再嫁，依靠亡夫的退休金和出售回忆录《往事》获得的5万美元度日，于1958年去世并葬在丈夫身边:309。

## 幽默
马歇尔有着众所周知的机智和幽默感。得知自己成为副总统候选人时他自称毫不吃惊，因为“印第安纳州是副总统的摇篮，走出的二流男士比其他任何州都多”。他最喜欢的其中一个笑话是说某妇人有两个孩子，一人去做水手，另一人当选合众国副总统，两人从此都沓无音讯。当选副总统后，他送给总统威尔逊一本书，上面写着“来自你唯一憎恨的人”。
不过，担任副总统期间，这种幽默感有时会对他产生负面影响。他曾在迎接参观白宫并到达他办公室门前的市民时说：“如果你觉得我像是某种野兽，那就请行行好，朝我扔点花生吧。”:204这导致威尔逊下令把马歇尔的办公室迁至参议院办公大楼，因为这里通常不会有游客前来。当有人向史密森尼学会董事会提议派遣工作组前往危地马拉挖掘古迹遗址时，马歇尔又提议工作组直接就在首都周边开挖。他人并不明白副总统的意思，于是他又解释称，从走在首都街头的市民相貌判断，工作组只需朝地下挖上不到6英尺（在英语中是葬于坟墓的委婉说法）就能发现原始人。这个幽默的反响很差，他在之后近一年里都不得参加董事会会议。
他的部分严肃言论同样带来麻烦，1913年，他在部分公开演说中就财产继承问题宣传了一些当时较为激进的理念，招来大量批评。
1917年一次主持参议院辩论时，参议员约瑟夫·布里斯托列出一长串名单，细数他认为美国需要的东西，马歇尔于是俯下身对手下一名书记员说：“这个国家最需要的是这些，这个国家最需要的还有那些。”接下来他又以在场所有人都足以听清的音量插嘴打趣道：“这个国家真正需要的是一支上好的5美分雪茄。”引来一片笑声。这句话之后经久不衰，成为颇受欢迎的美国俚语。:186:196

## 影响
威尔逊总统无法行使职责引发的继任危机是马歇尔副总统任期最为后世熟知的事件，全美对总统继任程序的讨论再度兴起:296。之前威尔逊在一战接近尾声时前去欧洲，由马歇尔代劳主持内阁会议的决定就已引发这一话题的讨论。但直到马歇尔在总统中风后一直无所作为时，总统继任才成为举国关注的重大议题。早在1841年威廉·亨利·哈里森总统去世时，宪法对总统继任程序语焉不详的问题就已出现，但此后多年却未能通过宪法修正案来解决问题:1–3。又过了近半个世纪后，国会才通过联邦宪法第二十五条修正案明确规定，副总统可以在总统不能履行职责的任何时候继任:15。
历史学家对马歇尔的副总统任期看法不一。克莱尔·苏达斯（Claire Suddath）于2008年在《时代》周刊发文，称马歇尔是美国历史上最差劲的副总统之一。塞缪尔·艾略特·莫里森认为，如果马歇尔当年尽自己的宪法义务继任总统职位，然后作出必要的让步确保有关国际联盟的条约在1920年下半年通过，那么美国就很可能会更多地参与欧洲事务，防止阿道夫·希特勒在仅仅一年后开始崛起。莫里森和另外多位历史学家据此声称，马歇尔当年的决定间接造成第二次世界大战爆发。:289查尔斯·托马斯（Charles Thomas）是马歇尔的传记作者之一，他认为马歇尔继任总统的确会大幅降低二戰爆发的可能性，但从现代角度来对这个问题作出推断对于马歇尔来说有欠公平，他决定不强行罢免威尔逊，哪怕只是暂时罢免，这样的决定本身仍然是正确的:308。

## 选举历史
| 党派 | 党派          | 候选人            | 得票数 | 百分比 |
| ---- | ------------- | ----------------- | ------ | ------ |
|      | 共和党 (美国) | 以利亚·杰克逊（Elijah Jackson） | 5,594  | 52.7   |
|      | 民主党 (美国) | 托马斯·R·马歇尔   | 5,023  | 47.3   |

| 党派 | 党派          | 候选人          | 得票数  | 百分比 |
| ---- | ------------- | --------------- | ------- | ------ |
|      | 民主党 (美国) | 托马斯·R·马歇尔 | 348,439 | 48.1   |
|      | 共和党 (美国) | 詹姆斯·E·沃森   | 338,262 | 48     |
|      | 禁酒党        | 塞缪尔·W·海恩斯 | 15,926  | 2.3    |
|      | 人民党 (美国) | F·J·S·罗宾逊    | 986     | 0.1    |

1912年美国总统选举
| 总统候选人           | 政党           | 出身       | 普选票:284 | 普选票:284 | 选举人票 | 竞选伙伴             | 竞选伙伴     | 竞选伙伴 |
| 总统候选人           | 政党           | 出身       | 数目       | 比例       | 选举人票 | 副总统候选人         | 出身         | 选举人票 |
| -------------------- | -------------- | ---------- | ---------- | ---------- | -------- | -------------------- | ------------ | -------- |
| 托马斯·伍德罗·威尔逊 | 民主党         | 新泽西州   | 6,296,284  | 41.8%      | 435      | 托马斯·赖利·马歇尔   | 印第安纳州   | 435      |
| 西奥多·罗斯福        | 进步党         | 纽约州     | 4,122,721  | 27.4%      | 88       | 海勒姆·沃伦·约翰逊   | 加利福尼亚州 | 88       |
| 威廉·霍华德·塔夫脱   | 共和党         | 俄亥俄州   | 3,486,242  | 23.2%      | 8        | 尼古拉斯·默里·巴特勒 | 纽约州       | 8        |
| 尤金·维克多·德布斯   | 社会党         | 印第安纳州 | 901,551    | 6.0%       | 0        | 埃米尔·赛德尔        | 威斯康辛州   | 0        |
| 尤金·怀尔德·查芬     | 禁酒党         | 伊利诺伊州 | 208,156    | 1.4%       | 0        | 亚伦·谢尔曼·沃特金斯 | 俄亥俄州     | 0        |
| 阿瑟·埃尔默·雷默     | 社会主义劳动党 | 马萨诸塞州 | 29,324     | 0.2%       | 0        | 奥古斯特·吉尔豪斯    | 纽约州       | 0        |
| 其他                 | 其他           | 其他       | 4,556      | 0.0%       | —        | 其他                 | 其他         | —        |
| 总计                 | 总计           | 总计       | 15,048,834 | 100%       | 531      |                      |              | 531      |
| 获胜需要             | 获胜需要       | 获胜需要   | 获胜需要   | 获胜需要   | 266      |                      |              | 266      |

1916年美国总统选举
| 总统候选人           | 政党     | 出身       | 普选票:285 | 普选票:285 | 选举人票 | 竞选伙伴               | 竞选伙伴   | 竞选伙伴 |
| 总统候选人           | 政党     | 出身       | 数目       | 比例       | 选举人票 | 副总统候选人           | 出身       | 选举人票 |
| -------------------- | -------- | ---------- | ---------- | ---------- | -------- | ---------------------- | ---------- | -------- |
| 伍德罗·威尔逊        | 民主党   | 新泽西州   | 9,126,868  | 49.2%      | 277      | 托马斯·赖利·马歇尔     | 印第安纳州 | 277      |
| 查尔斯·埃文斯·休斯   | 共和党   | 纽约州     | 8,548,728  | 46.1%      | 254      | 查尔斯·沃伦·费尔班克斯 | 印第安纳州 | 254      |
| 艾伦·路易斯·本森     | 社会党   | 纽约州     | 590,524    | 3.2%       | 0        | 乔治·罗斯·柯克帕特里克 | 新泽西州   | 0        |
| 詹姆斯·富兰克林·汉利 | 禁酒党   | 印第安纳州 | 221,302    | 1.2%       | 0        | 艾拉·兰德里斯          | 田纳西州   | 0        |
| 其他                 | 其他     | 其他       | 49,163     | 0.3%       | —        | 其他                   | 其他       | —        |
| 总计                 | 总计     | 总计       | 18,536,585 | 100%       | 531      |                        |            | 531      |
| 获胜需要             | 获胜需要 | 获胜需要   | 获胜需要   | 获胜需要   | 266      |                        |            | 266      |

## 扩展阅读
- Marshall, Thomas R. . Bobbs-Merrill. 1925.
- Bodenhamer, David J. . Indiana University Press. 1994  [2015-11-30]. ISBN 0-253-31222-1. （原始内容存档于2021-03-09）.